# Megumi Igarashi

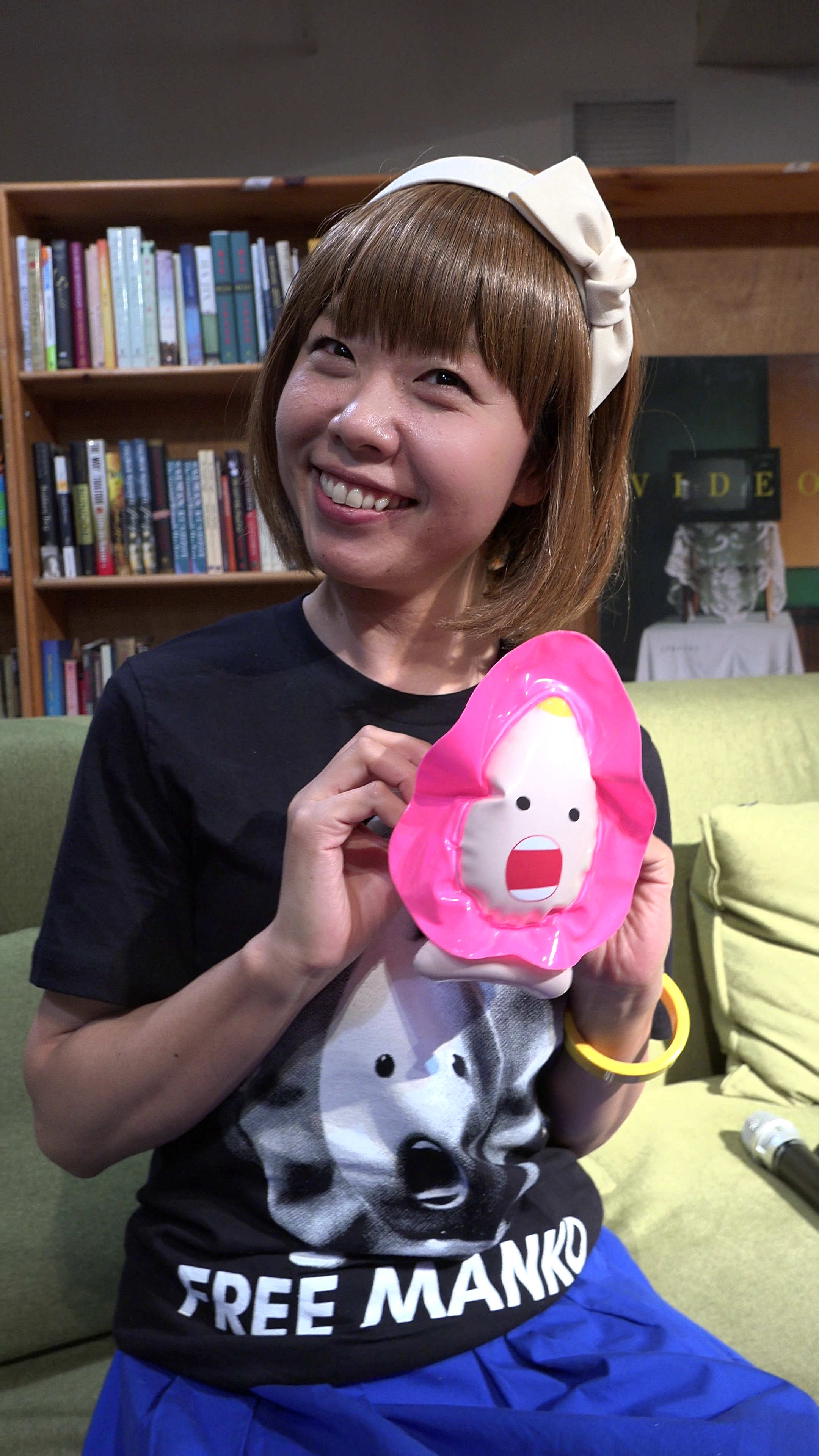
Megumi Igarashi (2016)

Megumi Igarashi (japanisch 五十嵐恵 Igarashi Megumi) (Pseudonym Rokudenashiko; japanisch ろくでなし子 rokudenashi; geboren 14. März 1972) ist eine japanische Bildhauerin und Manga-Zeichnerin. Viel Aufmerksamkeit erhielt sie für ihre künstlerischen Bemühungen, weibliche Genitalien in Japan zu enttabuisieren. Ihrer Meinung nach werden diese in Japan im Vergleich zu männlichen Genitalien „zu sehr versteckt“.

## Künstlerische Motivation
Auf ihrer Webseite beschreibt sie, dass sie, als sie aufwuchs, nie sah, wie weibliche Genitalien normalerweise aussehen sollen und sich deswegen große Sorgen darum machte, ob ihre abnormal wären. Als sie damit anfing, Abdrücke ihrer Vulva als Dioramas zu verwenden, sah sie die Kunstwerke eher als spielerische Experimente an. Nachdem sie für die Werke jedoch viel Kritik und Gegenreaktionen erhalten hatte, begann sie ihre Werke als wichtige Statements zu sehen. Sie möchte, dass Frauen über ihre Körper ohne Scham reden können, und glaubt, dass die Vulva nur ein weiterer Teil des Körpers sein sollte „… genauso wie Beine und Arme“. Sie möchte die Vulva in der öffentlichen Wahrnehmung zu etwas „Alltäglichem und Poppigem“ machen. Dabei sagt sie: „Die Vagina wird behandelt, als ob sie etwas sei, das man im Untergrund und versteckt halten sollte, deswegen möchte ich sie industrialisieren und massenhaft produzieren.“

## Werk
Igarashi hat verschiedene Werke mit Vulva-Themen kreiert. Dazu gehören Kerzenhalter, Spielautos, Schmuck und iPhone-Hüllen. Die kleinen Dioramen sind ein Teil der Reihe „Decoman“ (ein japanisches Wortspiel für das Wort manko, jap. „Vagina“). Viele ihrer Kunstwerke wurden bei einer Razzia von der Polizei konfisziert. Trotzdem sind die Werke über Fotografien dokumentiert. Bei dem Versuch, ein größeres Kunstwerk unter dem Thema zu kreieren, dachte Igarashi darüber nach, eine Tür oder ein Auto herzustellen. Sie entschied sich schlussendlich jedoch für ein Kajak, inspiriert durch die Verbindung von weiblicher Sexualität mit der See. Sie stellte ein Kajak her, dessen Form einem 3D-Scan ihrer Vulva nachempfunden war. Das Projekt finanzierte sie durch Crowdfunding. Die 3D-Daten für das Kajak wurden an alle Spender gesendet, die mehr als 3.000 Yen gespendet hatten.
Igarashi entwickelte in ihren Mangas auch einen Charakter mit dem Namen Manko-chan (übersetzt „kleine Vagina“). Sie hofft, dass diese Figur irgendwann zu einer Ikone der Popkultur wird. Manko-chan wurde in anderen Mangas gefeaturet. Es gibt von ihr Puppen, Kostüme und Spielfiguren.

## Rechtsstreit
Im Juli 2014 wurde Igarashi verhaftet, da sie gegen das japanische Sittengesetz verstoßen hätte. Der Verstoß lag dabei im Senden der Daten des 3D-Scans ihrer Vulva an die Spender ihrer Crowdfunding-Kampagne für das Vulva-Kajak. Mehr als 21.000 Menschen unterzeichneten eine Petition, die die Regierung dazu aufrief, sie freizulassen. Sie wurde eine Woche, nachdem sie gegen ihre Inhaftierung Einspruch erhoben hatte, wieder freigelassen.
Am 3. Dezember 2014 wurde Igarashi unter dem Verdacht verhaftet, zusammen mit Minori Kitahara (Autorin, feministische Aktivistin) ein obszönes Objekt öffentlich zur Schau gestellt zu haben. Watanabe wurde später wieder freigelassen. Am 24. Dezember wurde Igarashi angeklagt. Sie bekannte sich nicht schuldig auf Rat ihres Anwalts. Sie wurde der „Zurschaustellung von Obszönität“ beschuldigt und „der Verbreitung von Obszönität über ein elektronisches Medium“. Am 26. Dezember wurde sie gegen Kaution freigelassen. Der Gerichtsprozess begann am 14. April 2015 in Tokio. Am 8. Mai 2016 gab das Gericht seine Entscheidung bekannt. Bezüglich des ersten Vorwurfs zu ihrem Kajak wurde sie für nichtschuldig befunden. Die Begründung hierfür war, dass das Kajak „durch die grellen Farben und Dekoration“ nicht sofort erkennen ließ, dass es einer Vulva nachempfunden war. Sie wurde jedoch im zweiten Punkt bezüglich der Verbreitung von Obszönität schuldig gesprochen und zu einer Geldstrafe von 400.000 Yen (ca. 3.000 Euro) verurteilt, was der Hälfte der von der Staatsanwaltschaft geforderten Geldsumme entsprach.
Der Prozess erhielt international Aufmerksamkeit. Zum Beispiel gab es eine Sequenz in der The Daily Show mit Jon Stewart, in der er sagte, dass weibliche Geschlechtsorgane in Japan Tabu sind, während es Feste wie Kanamara-Matsuri gibt, in denen große Penis-Statuen durch die Straßen getragen werden. Megumi Igarashi wurde 2018 in dem deutsch-schweizerischen Dokumentarfilm #Female Pleasure neben Deborah Feldman, Leyla Hussein, Doris Wagner und Vithika Yadav porträtiert.

## Privatleben
Igarashi ist seit Oktober 2016 mit Mike Scott verheiratet. Er ist der frühere Sänger der Band „The Waterboys“. Ihr erster Sohn wurde am 2. Februar 2017 geboren.

## Publikationen
- Rokudenashiko: What is Obscenity? The Story of a Good for Nothing Artist and Her Pussy.  (Was ist Obszönität? Die Geschichte einer nichtsnützigen Künstlerin und ihrer Pussy.) (Koyama Press, 2016), aus dem Japanischen übersetzt von A. Ishii, ISBN 978-1-927668-31-3 (englisch).